# Richard Krüger (Schauspieler)
Richard Krüger, wahrscheinlich als Hermann Emmrich geboren, (* 3. August 1930 in Gauernitz; † 26. August 1995 in Prenzlau) war ein deutscher Schauspieler.

## Leben
Richard Krüger war kleinwüchsig und wirkte in verschiedenen Märchenfilmen mit. Er war in den 1950er-Jahren in zwei Märchenproduktionen der Produktionsfirma Schongerfilm – Zwerg Nase (1953) und Schneeweißchen und Rosenrot (1955) – zu sehen. In dem Märchenfilm Schneeweißchen und Rosenrot spielte er den Zwerg mit rotem Bart, dem die beiden Mädchen im Wald begegnen. In der DEFA-Produktion Das singende, klingende Bäumchen (1957) übernahm er die Rolle des bösen Zwergs, der den schönen Prinzen in einen Bären verwandelt. Für diesen Film war Krüger von Regisseur Francesco Stefani, mit dem Krüger bereits 1952 bei dem Film Zwerg Nase zusammengearbeitet hatte, verpflichtet worden.
Ein Szenenfoto mit Richard Krüger und Eckart Dux aus dem Film Das singende, klingende Bäumchen, auf dem auch Krügers Kleinwüchsigkeit zu erkennen ist, wurde 1994 in dem Text- und Bildband Das zweite Leben der Filmstadt Babelsberg. DEFA-Spielfilme 1946–1992 im Henschel-Verlag veröffentlicht.
Biografische Informationen zu Richard Krüger waren lange Zeit nicht bekannt. Im Juni 2012 erschienen im Nordkurier mehrere Artikel zur möglichen Identität von Krüger. Demnach war Krüger Artist, hieß mit bürgerlichen Namen Hermann Emmrich und lebte in Prenzlau in der Uckermark. Die Hauptdarstellerin des Films Das singende, klingende Bäumchen, Christel Bodenstein, konnte die Identität von Richard Krüger und Hermann Emmrich nicht verbindlich bestätigen; sie lernte den Zwergen-Darsteller unter dem Namen Richard Krüger kennen. Mehrere Zeitzeugen, Einwohner von Prenzlau und Bekannte der Lebensgefährtin Krügers bestätigten jedoch mittlerweile die Identität von Emmrich und Krüger. Eine Frau wiederum, die ihn über Jahre gekannt hat, schloss eine vermeintliche Identität zwischen Emmrich und Krüger aus.
Richard Krüger darf nicht mit dem ebenfalls kleinwüchsigen Schauspieler Werner Krüger verwechselt werden, der unter der Leitung von Fritz Genschow ebenfalls in verschiedenen Märchenfilmen mitwirkte.
Laut der Stadtverwaltung Prenzlau wurde das Grab von Hermann Emmrich, das sich auf dem hiesigen Friedhof befand, zwecks Antrag am 28. Mai 2020 eingeebnet.

## Filmografie
- 1953: Zwerg Nase
- 1955: Schneeweißchen und Rosenrot
- 1957: Das singende, klingende Bäumchen